# Linia kolejowa nr 997
Linia kolejowa nr 997 – drugorzędna, jednotorowa, niezelektryfikowana linia kolejowa łącząca rejon SiB stacji Świnoujście z bocznicą stacyjną Baza Promów Morskich.
Linia na odcinku 0,075 km – 0,142 km została ujęta w kompleksową i bazową towarową sieć transportową TEN-T.
Linia umożliwia wjazd pociągów towarowych na stanowiska promowe znajdujące się na bocznicy Przystań Promów Morskich, 